# Die weiße Weste
Die weiße Weste ist eine Auszeichnung, die seit der Saison 2007/08 vom deutschen Sportsender Sport1 und Schöner Wohnen Polarweiss, einer Marke des Lack- und Farbenherstellers Brillux, an die jeweils „stärksten“ Torhüter der Bundesliga und 2. Bundesliga verliehen wird. Maßgebliches Kriterium ist die Anzahl der Spiele ohne Gegentor. Rekordsieger mit acht Auszeichnungen ist Manuel Neuer.

## Preis
Der Gewinner erhält eine Trophäe in Form eines weißen Torwarthandschuhs sowie einen Betrag vom Sponsor für eine soziale Stiftung seiner Wahl.

## Kriterien
Die Auszeichnung wird grundsätzlich nach den meisten Spielen ohne Gegentor vergeben. Gezählt werden nur Spiele, bei denen der Torwart 45 Minuten auf dem Feld stand. Haben mehrere Torhüter die gleiche Anzahl „weiße Westen“, entscheidet die geringere Anzahl an Gegentreffern. In der Saison 2015/16 gab es einen veränderten Modus, als der Torhüter mit der besten Durchschnittsnote von Sport1 den Preis erhielt. Dies war Koen Casteels mit der Durchschnittsnote 2,73. In 13 Bundesligaspielen hielt er seinen Kasten vier Mal sauber, während Manuel Neuer, der Gewinner der vorherigen vier Wettbewerbe, mit 21 erneut die meisten Spiele ohne Gegentor aufwies. Im Jahr darauf kehrte man wieder zum alten Modus zurück.

## Preisträger

### Bundesliga
- 2008: Frank Rost vom Hamburger SV mit 13 Spielen ohne Gegentor
- 2009: Roman Weidenfeller von Borussia Dortmund mit 13 Spielen ohne Gegentor
- 2010: Manuel Neuer vom FC Schalke 04 mit 15 Spielen ohne Gegentor
- 2011: Roman Weidenfeller von Borussia Dortmund mit 14 Spielen ohne Gegentor
- 2012: Manuel Neuer vom FC Bayern München mit 17 Spielen ohne Gegentor
- 2013: Manuel Neuer vom FC Bayern München mit 18 Spielen ohne Gegentor
- 2014: Manuel Neuer vom FC Bayern München mit 18 Spielen ohne Gegentor
- 2015: Manuel Neuer vom FC Bayern München mit 20 Spielen ohne Gegentor
- 2016: Koen Casteels vom VfL Wolfsburg mit einer Durchschnittsnote von 2,73
- 2017: Manuel Neuer vom FC Bayern München mit 14 Spielen ohne Gegentor
- 2018: Ralf Fährmann vom FC Schalke 04 mit 13 Spielen ohne Gegentor
- 2019: Péter Gulácsi von RB Leipzig mit 16 Spielen ohne Gegentor
- 2020: Manuel Neuer vom FC Bayern München mit 15 Spielen ohne Gegentor
- 2021: Péter Gulácsi von RB Leipzig mit 15 Spielen ohne Gegentor
- 2022: Manuel Neuer vom FC Bayern München mit 10 Spielen ohne Gegentor
- 2023: Mark Flekken vom SC Freiburg mit 13 Spielen ohne Gegentor
- 2024: Lukáš Hrádecký von Bayer 04 Leverkusen mit 15 Spielen ohne Gegentor
- 2025: Péter Gulácsi von RB Leipzig mit 14 Spielen ohne Gegentor

### 2. Bundesliga
- 2008: Tobias Sippel vom 1. FC Kaiserslautern mit 11 Spielen ohne Gegentor
- 2009: Raphael Schäfer vom 1. FC Nürnberg mit 16 Spielen ohne Gegentor
- 2010: Michael Ratajczak von Fortuna Düsseldorf mit 15 Spielen ohne Gegentor
- 2011: Simon Jentzsch vom FC Augsburg mit 14 Spielen ohne Gegentor
- 2012: Max Grün von der SpVgg Greuther Fürth mit 18 Spielen ohne Gegentor
- 2013: Thomas Kraft von Hertha BSC mit 14 Spielen ohne Gegentor
- 2014: Timo Horn vom 1. FC Köln mit 16 Spielen ohne Gegentor
- 2015: Christian Mathenia vom SV Darmstadt 98 mit 17 Spielen ohne Gegentor
- 2016: Raphael Schäfer vom 1. FC Nürnberg mit einer Durchschnittsnote von 2,57
- 2017: Philipp Tschauner von Hannover 96 mit 16 Spielen ohne Gegentor
- 2018: Marcel Schuhen vom SV Sandhausen mit 12 Spielen ohne Gegentor
- 2019: Rafał Gikiewicz vom 1. FC Union Berlin mit 14 Spielen ohne Gegentor
- 2020: Kevin Müller vom 1. FC Heidenheim mit 15 Spielen ohne Gegentor
- 2021: Alexander Meyer vom SSV Jahn Regensburg mit 11 Spielen ohne Gegentor
- 2022: Ron-Robert Zieler von Hannover 96 mit 11 Spielen ohne Gegentor
- 2023: Kevin Müller vom 1. FC Heidenheim mit 15 Spielen ohne Gegentor
- 2024: Timon Weiner von Holstein Kiel mit 14 Spielen ohne Gegentor
- 2025: Nicolas Kristof vom SV Elversberg mit 13 Spielen ohne Gegentor

## Häufigste Gewinner
Bundesliga
- 8× Manuel Neuer (FC Bayern München)
- 3× Péter Gulácsi (RB Leipzig)
- 2× Roman Weidenfeller (Borussia Dortmund)

2. Bundesliga
- 2× Raphael Schäfer (1. FC Nürnberg)